# Monumento natural del Puente de Fonseca
El monumento natural del Puente de Fonseca es un monumento natural situado en el municipio de Castellote, comarca del Maestrazgo, provincia de Teruel, Aragón, España.
Tiene una superficie de 249 ha. La altitud oscila entre 640 m s. n. m. y 1 100.
El monumento natural fue declarado como tal el 19 de septiembre de 2006, por la ley 197/2006 del Gobierno de Aragón. Es también LIC y ZEPA.
El entorno aún sigue recuperándose del incendio en el año 1994.

## Geología
Se trata de una formación fluvio-kárstica, una toba travertínica generada por el río Guadalope, que al atravesarlo originó un túnel por el que actualmente discurre.

## Flora
La humedad y el sustrato calcáreo crean un microclima que favorece la aparición de especies como el culantrillo de pozo y el té de roca.
En las riberas se hallan sauce, chopos, espinos y álamos. Ya en las laderas predomina el pino carrasco. Se puede encontrar algún madroño y latonero en determinadas zonas del monumento natural.
En general, la vegetación del entorno está regenerándose todavía hoy del incendio sucedido en el año 1994, el cual calcinó 18 000 ha del Maestrazgo. De ahí que haya pinares de repoblación, encinares y quejigares.

## Fauna
Entre las aves rapaces destacan el buitre común, el halcón común, el águila real y el águila perdicera. Entre los mamíferos cabe señalar la cabra montesa y el jabalí. Hay fauna acuática formada por el cangrejo de río común, la nutria y peces como la madrilla. Las aves de ribera más comunes son la lavandera, el mirlo acuático y el ruiseñor.

## Otras figuras de protección
El monumento natural cuenta además con otras figuras de protección:
- Parque cultural del Maestrazgo
- LIC: Cuevas de Baticambras
- ZEPA: Río Guadalope – Maestrazgo